# Selena Ali
Selena Ali (1997) is een Belgische dierenrechtenactiviste, danseres, mediafiguur en deelneemster aan missverkiezingen. In 2020 kwam zij terecht in een mediastorm nadat zij een jonge kat adopteerde in Peru, waar ze stage liep in het kader van haar opleiding aan de Thomas More Hogeschool. Ali groeide op ten noorden van Antwerpen.

## Opleiding
Ali volgde Economie-Moderne Talen aan het Sint-Michielscollege Brasschaat en studeerde in 2020 met onderscheiding af als psychologisch consulente.

## Carrière
In 2013 nam Ali met haar stiefvader deel aan het programma Belgium's Got Talent op de Vlaamse zender VTM. Zij trad op als goochelassistente. Rond dezelfde periode begon Ali als cheerleader bij de Antwerp Giants tijdens hun thuiswedstrijden in de Lotto Arena en het Antwerps Sportpaleis.
Medio 2019 kwam zij naar buiten als een van de kandidaten voor Miss België 2020. Haar slagzin tijdens haar verkiezingsstrijd was 'Miss met een Missie': zij probeerde met haar kandidatuur een voorbeeld te zijn voor slachtoffers van pesten, een fenomeen waarmee zij tijdens haar schooltijd mee in aanraking kwam. Ali verscheen op zaterdag 11 januari 2020 in de finale van Miss België die werd gewonnen door Celine Van Ouytsel.
Na afloop van de Miss België-verkiezing vertrok Ali naar Peru om daar stage te lopen in het kader van haar opleiding tot psychologisch consulent. Na het uitbreken van de coronacrisis werd haar stage echter afgebroken. Omdat de lokale bevolking haar en haar andere Europese toeristen en expats zag als de reden voor het uitbreken van de pandemie in hun land verbleef Ali met een medestudente in een gehuurd appartement, waar zij een jong katje, Katje Lee opvingen dat afkomstig was uit een lokaal kattencafé dat door de opgelegde lockdown moest sluiten. Op de evacuatievlucht die zij nam, kon zij deze kat meenemen waarna een juridische strijd losbarstte tussen Ali en het FAVV vanwege de betwiste vaccinatiestatus van de kat. Op 13 november verscheen Ali voor de correctionele rechtbank van Antwerpen. Ze werd vervolgd voor het verborgen houden van de kat, Katje Lee, nadat er door het FAVV beslag was opgelegd. Ze werd schuldig bevonden en kreeg de gunst van de opschorting.
In 2021 nam Ali deel aan Miss Exclusive. Hier werd ze eerste eredame. Wegens agendaproblemen kon de winnares, Nisa Van Baelen, niet worden afgevaardigd naar Miss Earth 2021. Ali nam in de plaats van Van Baelen deel aan deze wedstrijd, die door de geldende coronamaatregelen niet in de Filipijnen wordt georganiseerd maar zich volledig online afspeelde. Ali wist zich in de laatste ronde in de top 20 te plaatsen, wat toen de hoogste positie van een Belgische in de internationale ronde van de verkiezing was.
Eind 2022 begon Ali als onderneemster met een luxueus handtassenmerk, Sophis. Voor deze collectie poseert zij ook als model voor prints die op de tassen worden geplaatst. De flagship store van het merk bevond zich in de Antwerpse straat Hopland. Anno 2024 vindt de verkoop plaats vanuit de winkel van Ali in Kapellen en online.
In september 2023 begon Ali samen met twee andere personen een podcast op YouTube, genaamd "the Triangle podcast".
In 2024 was Ali de Belgische kandidate voor de internationale missverkiezing Miss Asia Pacific International.  In oktober 2024 nam Ali in Manilla deel aan de finale waarin ze drie titels in de wacht sleepte. Ze haalde tijdens haar speech over haar eigen handtassenmerk Sophis en haar eigen fonds Sophis selfcare de TrainStation International Award binnen, ze werd gekroond tot "Continental Queen of Europe 2024" en behaalde een plaats in de top 5 toen ze tweede eredame werd van "Miss Asia Pacific International 2024".